# Salcete

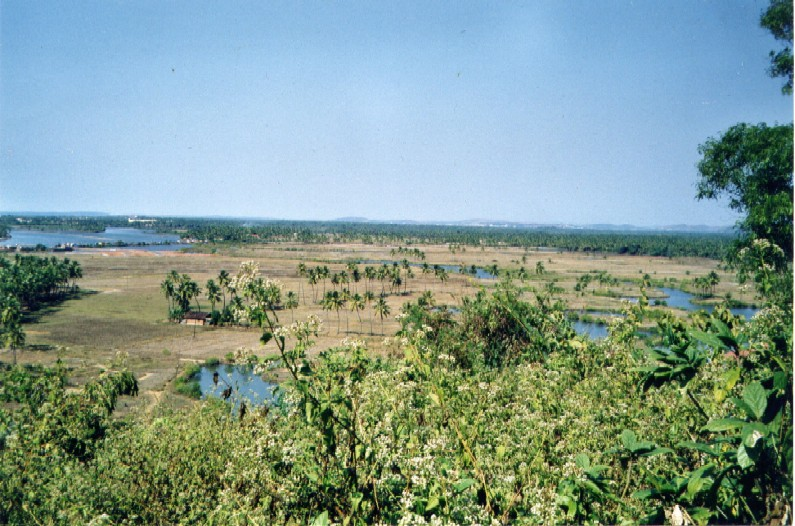
Paisagem em Cavelossim, Rio Sal

Salcete (concani: साष्टी) é uma taluca (grosso modo: município ou subdistrito) do distrito de Goa Sul. A cidade de Margão é a sede da taluca.
Salcete é limitado a leste pelo concelho de Sanguém, ao norte pelos concelhos de Mormugão e Pondá, a sul pelos concelhos de Canácona e Quepém e a oeste pelo Oceano Índico.

## História
Salcete, em conjunto com Bardez, foi integrado no território de Goa por Garcia de Sá, 14.º governador da Índia (1548). Bardez e Salcete fazem parte das designadas Velhas Conquistas.